# تشارلز جي. موريس
تشارلز جي. موريس (بالإنجليزية: Charles G. Maurice)‏ هو طبيب أسنان أمريكي، ولد في 1911، وتوفي في 1997.